# Youngomyia podophyllae
Youngomyia podophyllae is een muggensoort uit de familie van de galmuggen (Cecidomyiidae). De wetenschappelijke naam van de soort is voor het eerst geldig gepubliceerd in 1907 door Ephraim Porter Felt.
Dit is de typesoort van het geslacht Youngomyia dat Felt in 1908 beschreef. De soort komt voor in Noord- en Centraal-Amerika en leeft commensaal in gallen gevormd door andere galmuggen uit het geslacht Schizomyia.